# Serrat de l'Àliga (Castellar de la Ribera)
El Serrat de l'Àliga és una muntanya de 654 metres que es troba al municipi de Castellar de la Ribera, a la comarca catalana del Solsonès.